# 新影幕屋流
新影幕屋流（しんかげまくやりゅう）とは、松田清栄（松田織部之助）の系統の新陰流。松田派新陰流、松田方新陰流、幕屋新陰流とも呼ばれる。
松田清栄は大和の豪族・戒重氏に仕え（戒重氏の重臣・幕屋氏に仕えていたともいう）、柳生宗厳と同じく大和での上泉信綱の門人で剣の達人であった。戒重氏が筒井順慶に滅ぼされると、同門の柳生宗厳を頼ったが、大和の領主となった豊臣秀長に柳生氏の検地逃れを密告したため、柳生氏の家臣に殺害されたという。
清栄の剣技は子孫に受け継がれ、清栄のひ孫の幕屋清信（幕屋大休）が越前松平家に仕えたことにより、福井藩に伝えられた。
清信の弟の幕屋与右衛門は江戸に出て道場を開き、寛文期の剣の達人として知られた。江戸で幕屋与右衛門は7人に同時に斬りかかられたが、短刀のみで6名を刺殺し（残り1名は負傷しながら逃走）撃退したと伝えられている。
清信の孫の幕屋貞清は福井藩を去ったが、清信は藩主に流儀を残すことを願い出、横山記章に流儀を継承させて福井藩に新影幕屋流を残した。以後、横山家は福井藩の剣術師家の一つとして当流を伝えた。